# ويليام إس. حنا
ويليام إس. حنا هو سياسي أمريكي، ولد في 9 مايو 1923 في بالتيمور في الولايات المتحدة، وتوفي في 1 ديسمبر 1994. نشط حزبياً في الحزب الديمقراطي. وقد انتخب عضو مجلس ولاية ماريلند ‏.